# Evezősverseny Molesey-nél
Az Evezősverseny Molesey-nél Alfred Sisley 1874-es festménye, amely a párizsi Musée d’Orsay gyűjteményének része.
A kép a 19. század harmadik harmadát jellemző változást ragadja meg, amikor a városi polgárok felfedezik a természetet mint a szabadidős tevékenységek elsőrangú helyszínét, és ezáltal megkezdődik a sportok, köztük az evezés fejlődése. Utóbbi már más francia festők képein is megjelenik: Claude Monet és Pierre-Auguste Renoir a táj elemeként örökítik meg, míg Édouard Manet magukat az evezősöket festi le, sportolás előtt és után. Sisley festménye azonban magát a versenyt ábrázolja.
A festmény helyszíne az angliai Molesey, ahol először 1867-ben rendeztek evezősversenyt a Molesey Boat Club szervezésében. A klub a későbbi versenyek megrendezésétől elállt, mert azt „túlságosan terhes vállalkozásnak” találta. Emiatt 1872-ben felállt egy független testület, amelyet a klub támogatott, és ismét megrendezte a versenyt 1873-ban. Alfred Sisley a következő évben látogatott a helyszínre.
A festményt Gustave Caillebotte impresszionista festő és műgyűjtő vásárolta meg az alkotótól. Caibollette maga is is evezett, és számos képet festett a vízi sportokról, például a szintén a Musée d’Orsay-ban látható Evezős cilinderben című alkotást. A műgyűjtő 1894-ben meghalt, és Sisley képe a francia állam tulajdonába került. 1896 és 1929 között a Musée du Luxembourg, majd a Louvre gyűjteményének része volt, 1986 óta a Musée d’Orsay-ban látható.